# Лазерне охолодження
Ла́зерне охоло́дження — різні методи зниження температури атомів та молекул майже до абсолютного нуля за допомогою взаємодії зі світлом одного або кількох лазерів. Усі методи лазерного охолодження спираються на той факт, що, поглинаючи або випромінюючи фотон, атом змінює свій імпульс. Температура ансамблю частинок пропорційна дисперсії їхньої швидкості. Тобто, однорідніший розподіл атомів за швидкостями відповідає нижчій температурі. Методика лазерного охолодження об'єднує атомну спектроскопію та згаданий ефект зміни імпульсів атомів для стиснення їхнього розподілу за швидкостями, тобто для охолодження.
| 1   | Атом, що не рухається, не поглинає фотон, оскільки для нього він не зміщений ні в червону, ні в блакитну сторону.                                 |
| 2   | Атом, що рухається від лазера не поглинає фотон, бо для нього від зміщений в червону сторону.                                                     |
| 3.1 | Атом, що рухається до лазера, поглинає фотон, який для нього зміщений в блакитну сторону, сповільнюючись.                                         |
| 3.2 | Фотон збуджує атом у вищий квантовий стан. |
| 3.3 | Атом випромінює фотон. Оскільки напрямок випромінювання випадковий, зміни імпульсу в середньому за багато циклів поглинання-випромінювання немає. |

Спрощена схема доплерівського лазерного охолодження:

Першим прикладом лазерного охолодження, що залишається досі найпопулярнішим методом (настільки, що його часто називають «лазерним охолодженням») було доплерівське охолодження. Серед інших методів:
- Сізіфове охолодження[1].
- Розділене охолодження бокової смуги
- Раманівське охолодження
- Вибіркове за швидкістю когерентне захоплення в пастки (VSCPT)[2]
- Метод сірої меляси
- Охолодження за посередництвом резонатора[3]
- Земанівський сповільнювач
- Електромагнітно наведена прозорість[4]

## Історія

### Перші спроби
Задовго до появи технології лазерного охолодження теорія електромагнетизму Максвелла дозволила розрахувати силу дії електромагнітного випромінювання, однак тільки на початку XX-го століття досліди Лебедєва (1901), Ніколса (1901) та Галла (1903) продемонстрували цю силу експериментально. Дещо пізніше, в 1933-му, Фріш оцінив світловий тиск, що діє на атом. На початку 1970-их, для маніпуляцій з атомами почали використовувати лазери. Це зумовило виникнення в середині 1970-их ідеї лазерного охолодження. Його запропонували незалежно два колективи дослідників: Генша та Шавлова й Вайнленда та Демельта. Обидві в загальних рисах описали процес сповільнення теплового руху атомів «радіаційними силами». У статті Генша та Шавлова описується дія світлового тиску на будь-яке тіло, що відбиває світло. Ця концепція застосовувалася до охолодження атомів газу. Ці перші пропозиції лазерного охолодження опиралися тільки на «силу розсіяння». Пізніше було запропоноване лазерне захоплення, варіант лазерного охолодження, що використовує як розсіяння, так і дипольні сили.
Наприкінці 70-их Ашкін описав, як радіаційні сили можна використати одночасно для оптичного уловлювання атомів та їхнього охолодження. Він підкреслив, що такий процес дозволив би проводити тривалі спектроскопічні вимірювання без втечі атомів із пастки, й запропонував ідею перекриття оптичних пасток з метою вивчення міжатомної взаємодії. Незабаром після статті Ашкіна 1978 року дві групи дослідників: Вайнленда, Друллінгера та Воллза і Нойгаузера, Гоенштатта, Тошека та Демельта розвинули й деталізували цю ідею. Зокрема, Вайнленда, Друллінгера та Воллза цікавило покращення спектроскопії. Вони описали експериментальну демонстрацію охолодження атомів світловим тиском. Зіславшись на прецедент використання світлового тиску в оптичних пастках, вони розкритикували неефективність процесу через ефект Доплера. Намагаючись зменшити цей ефект, вони спробували охолодити іони магнію нижче кімнатної температури. Використовуючи електромагнітну пастку для утримання іонів магнію, вони опромінювали їх лазером на частоті, що лише на дещицю відрізнялася від частоти резонантного переходу в атомах. Дослідження обох колективів проілюстрували механічні властивості світла. Приблизно в цей час технологія лазерного охолодження дозволила зниження температури до приблизно 40 кельвінів.

### Новітні досягнення
Робота Вайнленда мала великий вплив на Вільяма Філліпса, який спробував повторити результат, але вже для нейтральних атомів замість іонів. У 1982 році він опублікував свою першу статтю, присвячену охолодженню нейтральних атомів. Процес, який він використав, тепер називають Земанівським сповільнювачем — відтоді це стандартний метод сповільнення пучків атомів. Було досягнуто температури приблизно 240 мікрокельвінів. Вважалося, що це межа, нижче якої опуститися не можна. Коли в досліді Стівена Чу було досягнуто температури 43 мікрокельвінів, новий рекорд пояснили використанням більшого числа атомних станів та поляризації лазерного світла. Було зроблено висновок, що попередні концепції лазерного охолодження були надто простими. Прориви 70-их та 80-их років призвели до вдосконалення технології, що використовувалися для лазерного охолодження, та до нових відкриттів, у яких вдалося досягнути температур на дещицю вищих від температури абсолютного нуля. Лазерне охолодження використали для покращення точності атомних годинників, спектроскопічних вимірювань, воно привело до спостереження нового агрегатного стану речовини при наднизьких температурах. Це новий агрегатний стан речовини, конденсат Бозе — Ейнштейна, спостерігали в 1995-му Ерік Корнелл, Карл Віман та Вольфганг Кеттерле.

## Доплерівське охолодження
Доплеріське охолодження зазвичай поєднується з магнітним захопленням зі створенням магніто-опичної пастки є найпоширенішим методом лазерного охолодження. Цей метод використовується для охолодження розріджених газів до граничної температури, яку називають лімітом доплерівського охолодження. Для Рубідію-85 цей ліміт становить приблизно 150 мікрокельвінів.

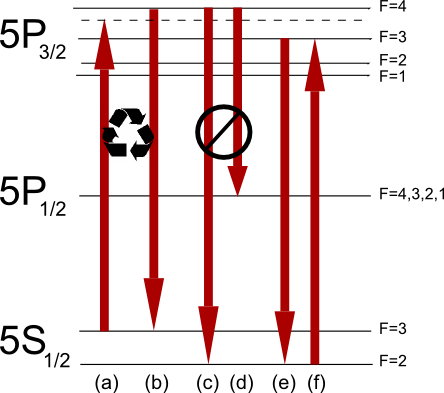
Лазери, необхідні для захоплення в пастку рубідію-85: (a) & (b) показує поглинання (на частоті, меншій від пунктирної лінії) та цикл спонтанного випромінювання (c) & (d) — заборонені переходи, (e) показує, що при збудженні лазером атома в стан F=3, атому дозволено перейти в «темний» надтонкий F=2 стан, який зупинив би процес охолодження, якби не було лазера повторного накачування (f).

Доплерівське охолодження використовує лазерне світло з частотою, дещо меншою від частоти електронного переходу атома. Оскільки частота менша від потрібної для переходу, атоми, завдяки ефекту Доплера поглинають більше фотонів, якщо вони рухаються до джерела світла. Тому, якщо освітлювати зразок з двох протилежних напрямків, атоми завжди розсіюватимуть більше фотонів із променя світла, протилежного напрямку їхнього руху. Кожне розсіювання призводить до втрати атомом імпульсу, рівної імпульсу фотона. Збуджені атоми випромінюють фотони спонтанно, і при цьому їхні імпульси теж змінюються, але напрямок віддачі випадковий. Оскільки зміна імпульсу при поглинанні — завжди чиста втрата (протилежна напрямку руху), а наступна зміна при випромінюванні — випадкова (тобто не є чистим виграшем), сумарний результат поглинання та випромінювання призводить до зменшення імпульсу атома, а отже його швидкості (за умови що початкова швидкість атома перевищувала зміну швидкості при розсіянні одного фотона). Якщо поглинання та випромінювання повторюються багато разів, середня швидкість атома, а з нею й кінетична енергія, зменшується. Температура групи атомів є мірою середньої кінетичної енергії, тож зменшення кінетичної енергії означає охолодження.

## Використання
Лазерне охолодження здебільшого використовується для створення систем ультрахолодних атомів для експериментів у квантовій фізиці. Ці експерименти ставляться при температурах, близьких до абсолютного нуля, де можуть проявитися унікальні квантові ефекти, такі як конденсація Бозе — Ейнштейна. Лазерне охолодження в першу чергу використовується для груп атомів, але нові дослідження пробують застосувати його для складніших систем. 2010 року колектив дослідників із Єльського університету зумів успішно охолодити лазерами двоатомні молекули. 2007 року, дослідники з МТІ охолодили лазерами макрооб'єкт (1 грам) до температури 0,8 K. У 2011-му колектив із Калтеху та Віденського університету першим охолодив лазерним випромінюванням механічне тіло (10 мкм x 1 мкм) до його основного квантового стану.

## Виноски
1. ↑  Laser cooling and trapping of neutral atoms [Архівовано 8 жовтня 2014 у Wayback Machine.] Nobel Lecture by William D. Phillips, Dec 8, 1997. doi:10.1103/RevModPhys.70.721
2. ↑  A. Aspect; E. Arimondo; R. Kaiser; N. Vansteenkiste; C. Cohen-Tannoudji (1988). Laser Cooling below the One-Photon Recoil Energy by Velocity-Selective Coherent Population Trapping. Phys. Rev. Lett. 61: 826—829. Bibcode:1988PhRvL..61..826A. doi:10.1103/PhysRevLett.61.826. Архів оригіналу за 31 травня 2019. Процитовано 8 червня 2017.
3. ↑  Peter Horak; Gerald Hechenblaikner; Klaus M. Gheri; Herwig Stecher; Helmut Ritsch (1988). Cavity-Induced Atom Cooling in the Strong Coupling Regime. Phys. Rev. Lett. 79: 4974—4977. Bibcode:1997PhRvL..79.4974H. doi:10.1103/PhysRevLett.79.4974.
4. ↑  Haller, Elmar; Hudson, James; Kelly, Andrew; Cotta, Dylan A.; Peaudecerf, Bruno; Bruce, Graham D.; Kuhr, Stefan. Single-atom imaging of fermions in a quantum-gas microscope. Nature Physics. 11 (9): 738—742. arXiv:1503.02005. Bibcode:2015NatPh..11..738H. doi:10.1038/nphys3403.
5. 1 2 3  Adams and Riis, Charles S. and Erling. Laser Cooling and Manipulation of Neutral Particles (PDF). New Optics. Архів оригіналу (PDF) за 15 листопада 2017. Процитовано 9 червня 2017.
6. 1 2 3 4  Phillips, William D. Nobel Lecture: Laser cooling and trapping of neutral atoms. Reviews of Modern Physics. 70 (3): 721—741. doi:10.1103/revmodphys.70.721. Архів оригіналу за 21 січня 2022. Процитовано 9 червня 2017.
7. ↑  Cooling of gases by laser radiation - ScienceDirect (PDF). ac.els-cdn.com (англ.). Процитовано 5 травня 2017.
8. ↑  Ashkin, A. Trapping of Atoms by Resonance Radiation Pressure. Physical Review Letters. 40 (12): 729—732. doi:10.1103/physrevlett.40.729.
9. ↑  Wineland, D. J.; Drullinger, R. E.; Walls, F. L. Radiation-Pressure Cooling of Bound Resonant Absorbers. Physical Review Letters. 40 (25): 1639—1642. doi:10.1103/physrevlett.40.1639. Архів оригіналу за 19 серпня 2020. Процитовано 9 червня 2017.
10. 1 2 3  Bardi, Jason Socrates (2 квітня 2008). Focus: Landmarks: Laser Cooling of Atoms. Physics (амер.). 21. Архів оригіналу за 4 серпня 2017. Процитовано 9 червня 2017.
11. ↑  Laser Cooling. hyperphysics.phy-astr.gsu.edu. Архів оригіналу за 31 січня 2016. Процитовано 6 травня 2017.
12. ↑  Chin, Cheng (2016). Ultracold atomic gases going strong (PDF). National Science Review. 3: 168—173.
13. ↑  E. S. Shuman; J. F. Barry; D. DeMille (2010). Laser cooling of a diatomic molecule. Nature. 467: 820—823. arXiv:1103.6004. Bibcode:2010Natur.467..820S. doi:10.1038/nature09443. PMID 20852614.
14. ↑  Massachusetts Institute of Technology (2007, April 8). Laser-cooling Brings Large Object Near Absolute Zero [Архівовано 25 березня 2017 у Wayback Machine.]. ScienceDaily. Retrieved January 14, 2011.
15. ↑  Caltech Team Uses Laser Light to Cool Object to Quantum Ground State [Архівовано 25 березня 2017 у Wayback Machine.]. Caltech.edu. Retrieved June 27, 2013. Updated 10/05/2011